# مسابقات فرمول یک فصل ۱۹۵۲
مسابقات فرمول یک فصل ۱۹۵۲ در سال ۱۹۵۲ میلادی برگزار شد. در این مسابقات آلبرتو آسکاری (به انگلیسی: Alberto Ascari) از تیم اسکودریا فراری و با خودروی فراری به قهرمانی رسید وی که در آغاز مسابقه در خط ۵ قرار داشت، بهترین زمان خود را در دور ۶ به دست آورد و در مجموع صاحب ۳۶ امتیاز شد.